# Blanka Modrá
Blanka Modrá (* 14. února 1946 Praha) je bývalá česko-rakouská tanečnice a herečka, která svou kariéru zahájila v Československu a později emigrovala do Rakouska, kde působila vedle toho také jako choreografka.

## Život
Otcem Blanky Modré byl Bohumil Modrý, československý hokejový brankář, který se stal se obětí komunistického režimu. Byl zatčen v roce 1950, když byly Blance čtyři roky, a ve vykonstruovaném procesu odsouzen na 15 let vězení. Po pěti letech byl sice propuštěn, ale poznamenán útrapami v uranových dolech zemřel předčasně.
Blanka absolvovala v Praze klasickou baletní průpravu na konzervatoři. V letech 1964–1968 byla členkou studia Balet Praha, poté tančila v souboru Laterna Magika. Vystupovala také ve filmech Když má svátek Dominika a Krimi revue (televizní). V roce 1972 emigrovala do Rakouska. Od té doby žije ve Vídni. V letech 1972–1984 byla primabalerínou v Theater an der Wien (Divadlo na Vídeňce), pak se stala členkou souboru Burgtheatru, kde působila nejen jako herečka, ale i jako choreografka. Několikrát vystupovala na Salcburském festivalu, např. v Mozartově Kouzelné flétně a Čajkovského Evženu Oněginovi. Díky stipendiu studovala v New Yorku jazzový tanec a divadlo. Spolupracovala s mnoha významnými režiséry, byla i filmovou herečkou a choreografkou. Čtyři roky také vyučovala na vídeňské Hochschule für Musik und Darstellende Kunst.

## Vzpomínky na otce
Na základě rozhovorů s Blankou Modrou a dokumentů, které mu poskytla, napsal rakouský spisovatel Josef Haslinger románovou biografii jejího otce. Kniha s názvem Jáchymov vyšla v srpnu 2011, český překlad vyšel o rok později. Příběh svého otce vypráví Blanka Modrá také v televizním dokumentu Případ Modrý režiséra Romana Vávry z roku 2023, který získal hlavní cenu na festivalu sportovních filmů v Miláně.